# Bäk (district)
Pour les articles homonymes, voir Bäk.
Le district de Bäk est une division de la province de Khost (Afghanistan). Il est voisin des districts de Sabari à l'ouest, de Jaji Maidan au nord et de Tere Zayi au sud. Il est également frontalier avec le Pakistan au sud et la province de Paktiyâ au nord.
Le district de Bäk compte 27 675 habitants. Sa ville principale est Bäk.